# Catorce
Catorce è una municipalità dello stato di San Luis Potosí, nel Messico centrale; il capoluogo è la città di Real de Catorce.
Conta 9.716 abitanti (2010) e ha una estensione di 1.945,17 km².